# Кітве-Нкана
Кітве-Нкана (англ. Kitwe-Nkana) — місто в центральній частині Замбії, друге за чисельністю населення в Замбії після Лусаки. У 1961 році селища Кітве і Нкана були об'єднані, після чого населений пункт отримав назву Кітве-Нкана. Статус міста отримав у 1966 році.
Місто розташоване у 14 кілометрах на схід від міста Калулуші. Транспортний вузол і важливий промисловий центр країни.
Поблизу від міста велике родовище мідних і мідно-нікелевих руд. Тут розташований найбільший в Замбії мідноплавильний завод, що виробляє до 200 тисяч тонн міді на рік.
У місті розташована залізнична станція Zambia Railways, залізницею місто пов'язане з містами Лусака, Ндола, Лівінгстон.
У 12 км на північний захід від міста розташований аеропорт з довжиною смуги 2000 метрів. У 2005–2008 році аеропорт був закритий на ремонт, потім був відкритий. Однак регулярних рейсів немає.
У місті діють машинобудівні підприємства, підприємства хімічної, меблевої, харчової та швейної промисловості.
У Кітве-Нкана базуються футбольні клуби «Нкана» і «Пауер Дайнамоз».

## Міста-побратими
- Румунія Бая-Маре
- Сербія Бор
- Шеффілд, Південний Йоркшир, Велика Британія
- США Детройт, Мічиган, США